# 英國單曲排行榜
英國單曲排行榜（英語：UK Singles Chart）是由英國官方榜单公司（Official Charts Company，簡稱）製作，代表英國唱片工業的權威音樂排行榜。排行榜的資訊會刊登在《音樂周刊》（Music Week）（公布前75名）、《排行榜+》（ChartsPlus）（公布前200名）等雜誌上，亦公布在各大網站上（通常僅列出前40名）。由於英國的單曲通常是在唱片行售出，因此不像美國《告示牌》排行榜會參考電台數據，而是由約6500家唱片零售商和英國網路影音下載業者負責提供銷售資料。
由排行榜結合銷售量和下載次數選出前200名的單曲，只有前40名會於每周日下午由英國第一廣播電台（BBC Radio 1）的排行榜節目播出，音樂周刊則會於每周一列出前75名的單曲，完整的前200名單曲名單則是由《排行榜+》於每周三刊登。

## 排行紀錄
- 締造最多首冠軍單曲的藝人[1]

21首，貓王艾維斯·普里斯萊（Elvis Presley）
18首，披頭四樂團（The Beatles）
14首，克里夫·李察（Cliff Richard）
14首，西城男孩（Westlife），14首全是空降冠軍，包含自出道單曲連續7首空降冠軍紀錄
14首，紅髮艾德（Ed Sheeran），8首空降冠軍
13首，瑪丹娜（Madonna），女藝人之冠
12首，接招合唱團（Take That），10首空降冠軍
11首，凱文·哈里斯（Calvin Harris），7首空降冠軍
11首，阿姆（Eminem），9首空降冠軍
10首，艾爾頓·強（Elton John）
- 蟬連榜首最長時間的單曲[2]

18週，1953年〈I Believe〉法蘭·奇連（Frankie Laine），該單曲在1953年中三度登上榜首，各為9、6、3週，累計共18週冠軍
16週，1991年〈(Everything I Do) I Do It for You〉布莱恩·亚当斯（Bryan Adams），締造連續蟬連榜首時間最長的紀錄
15週，1994年〈Love Is All Around〉濕濕濕合唱團（Wet Wet Wet）
15週，2016年〈One Dance〉德瑞克（Drake）
14週，1975年和1991年〈Bohemian Rhapsody〉皇后乐队（Queen），1975年至1976年（9週）、1991年至1992年（5週）兩次登上冠軍
14週，2017年〈Shape of You〉紅髮艾德（Ed Sheeran）
13週，2025年〈Ordinary〉艾力克斯·華倫 (Alex Warren)
11週，1955年〈Rose Marie〉史林·惠特曼（Slim Whitman）
11週，2017年〈Despacito〉路易斯·馮西（Luis Fonsi） 洋基老爹（Daddy Yankee） featuring 小賈斯汀
11週，2019年〈Dance Monkey〉托妮·沃森（Tones and I）
11週，2021年〈Bad Habits〉紅髮艾德（Ed Sheeran）

## 相關網站
- 英國官方排行榜公司 （页面存档备份，存于）
- 音樂周刊（页面存档备份，存于） Top 75
- 英國第一廣播電台 （页面存档备份，存于） Top 40
- everyHit.com（页面存档备份，存于） Top 40
- hit40uk （页面存档备份，存于）
- 英國排行榜目錄 （页面存档备份，存于）
- 英國UK排行榜历史目錄
- Chart Log UK 1994-2007（页面存档备份，存于） Top 200
- 搜尋任何英國的單曲排行榜 （页面存档备份，存于） Top 75
- UKPopCharts.co.uk （页面存档备份，存于） Top 40

1. ↑  .   [2020-02-19]. （原始内容存档于2020-11-22）.
2. ↑  .   [2020-02-19]. （原始内容存档于2021-05-09）.